# In-kata

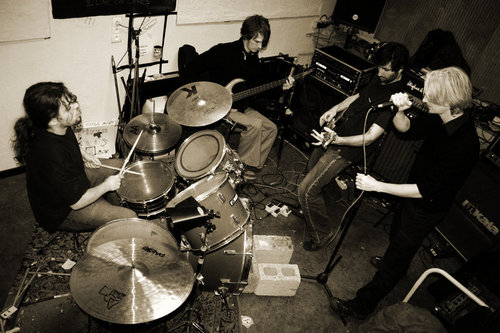
In-kata is een muziekgroep uit Antwerpen.

## Historie
De groep begon in 1991 onder de naam Quetzal met Wannes Cré (zang), Mattias Cré (basgitaar), Jorg Strecker (gitaar) en Peter Hasaerts (drum). Mattias en Wannes zijn broers en leerden Jorg en Peter kennen via de middelbare school (Koninklijk Atheneum Berchem). Zij vonden een plaats om te repeteren en ervaring op te doen in het jeugdhuis "Jh Sorm" te Deurne. 
Het debuutalbum kwam er in de herfst van 1998 met "The messenger lies bleeding (in the footprints of history)". Hierna volgden enkele tours met o.a. Submission hold, Kepone, The Ex, Monochrome, Solbakken en At the Drive-in.
In 2004 verliet Peter Hasaerts de groep. Wannes speelde ondertussen bij 2000monkeys, Jorg speelde bij Creature with the Atom Brain (met leden van Millionaire). Mattias legde zich toe op de laatste maanden van zijn opleiding tot instrumentenbouwer.
Een nieuwe drummer werd een grondige hervorming. Bram Sigo werd de nieuwe drummer, en in 2005 werd in de studio van Tom Pintens de nieuwe CD opgenomen. 
In 2006 kwam Farewell Masquerade uit onder de naam In-kata.

## Leden
- Wannes Cré (zang en gitaar)
- Mattias Cré (basgitaar en zang)
- Jorg Strecker (gitaar en zang)
- Bram Sigo (drums en zang)
- Gerrit Muylaert (synths en keys)

## Discografie

### Quetzal
- The messenger lies bleeding in the footprints of history (1998, Conspiracy Records)
- Quetzal vs. Starfish Pool 7" (2000, Conspiracy Records)
- Dead end Tracks (2001, Conspiracy Records, Interstellar Records)

### In-kata
- Farewell Masquerade (2006)
- Thanatopraxis (2012)